# Меоки (муниципалитет)
Меоки (исп. Meoqui) — муниципалитет в Мексике, штат Чиуауа с административным центром в городе Педро-Меоки. Численность населения, по данным переписи 2010 года, составила 43 833 человека.

## Общие сведения
Название Meoqui дано в честь генерала Педро Меоки Маньона, погибшего в 1865 году при сражении с французскими оккупантами.
Площадь муниципалитета равна 429 км², что составляет 0,17 % от общей площади штата, а наивысшая точка — 1223 метра, расположена в поселении Сан-Грегорио.
Он граничит с другими муниципалитетами штата Чиуауа: на востоке с Хулимесом, на юге с Делисьясом, а на севере и западе с Росалесом.

## Учреждение и состав
Муниципалитет был образован в 1826 году, в его состав входит 489 населённых пунктов, самые крупные из которых:
| Код INEGI | Населённый пункт                                                                 | Численность населения (2005 год) | Численность населения (2010 год) |
| --------- | -------------------------------------------------------------------------------- | -------------------------------- | -------------------------------- |
| 045       | Всего                                                                            | 41389                            | 43833                            |
| 0001      | Педро-Меоки (исп. Pedro Meoqui) 28°16′04″ с. ш. 105°28′56″ з. д.                 | 21306                            | 22574                            |
| 0015      | Ласаро-Карденас (исп. Lázaro Cárdenas) 28°23′23″ с. ш. 105°37′25″ з. д.          | 8033                             | 8704                             |
| 0007      | Эстасьон-Консуэло (исп. Estación Consuelo) 28°19′54″ с. ш. 105°35′44″ з. д.      | 1892                             | 1981                             |
| 0008      | Фелипе-Анхелес (исп. Colonia Felipe Ángeles) 28°23′08″ с. ш. 105°30′47″ з. д.    | 1240                             | 1254                             |
| 0013      | Гуадалупе-Виктория (исп. Guadalupe Victoria) 28°19′51″ с. ш. 105°25′50″ з. д.    | 1016                             | 1045                             |
| 0011      | Лос-Гарсия (исп. Los García) 28°21′19″ с. ш. 105°25′40″ з. д.                    | 742                              | 890                              |
| 0010      | Лас-Пуэнтес (исп. Las Puentes) 28°17′48″ с. ш. 105°26′56″ з. д.                  | 1009                             | 829                              |
| 0024      | Эль-Торреон (исп. El Torreón) 28°19′33″ с. ш. 105°24′51″ з. д.                   | 513                              | 616                              |
| 0012      | Гран-Морелос (исп. Gran Morelos (Los Cisneros)) 28°17′17″ с. ш. 105°27′32″ з. д. | 308                              | 296                              |

## Экономика
По статистическим данным 2000 года, работоспособное население занято по секторам экономики в следующих пропорциях: сельское хозяйство, скотоводство и рыбная ловля — 25,2 %, промышленность и строительство — 38,8 %, сфера обслуживания и туризма — 33,7 %, прочее — 2,3 %.

## Инфраструктура
По статистическим данным 2010 года, инфраструктура развита следующим образом:
- электрификация: 99,2 %;
- водоснабжение: 98,9 %;
- водоотведение: 97,3 %.

## Фотографии

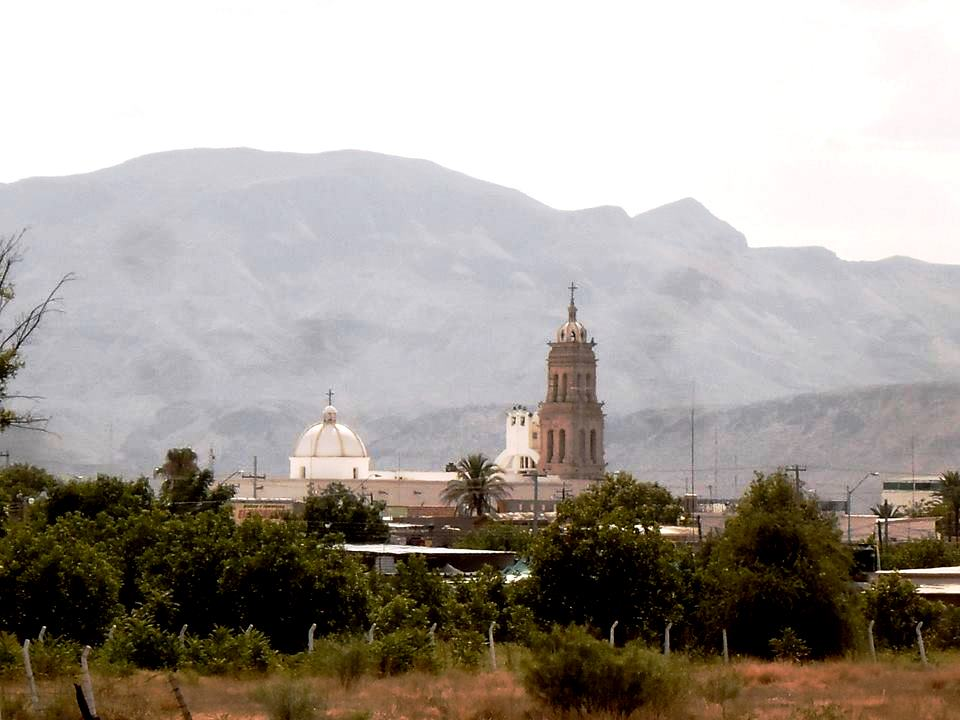
Церковь Святого Павла
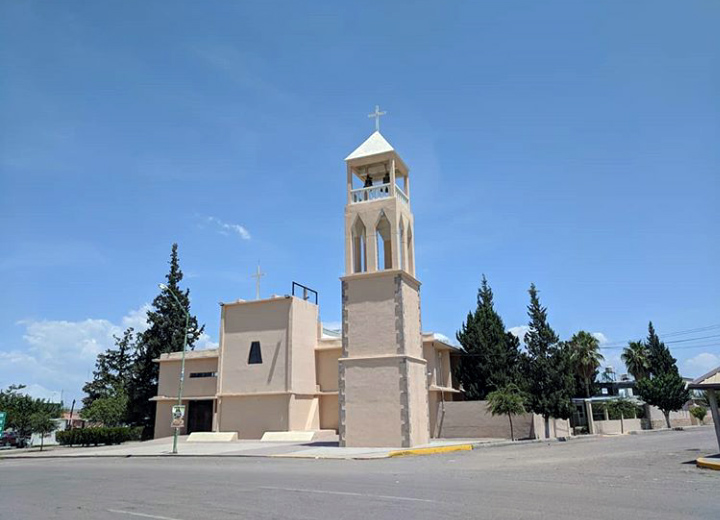
Церковь в Ласаро-Карденасе
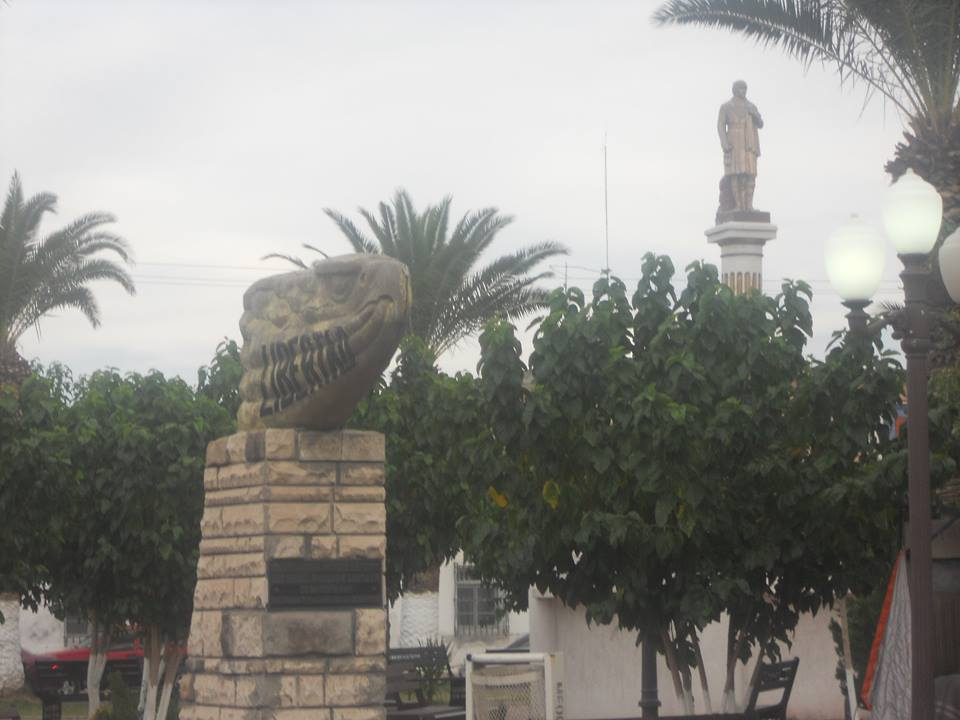
Площадь Мигеля Идальго в Педро-Меоки